# Paseo del Conde de Sepúlveda
El paseo del Conde de Sepúlveda es una vía pública de la ciudad española de Segovia.

## Descripción
La vía nace de la glorieta del Voluntariado, donde entronca con el paseo de Ezequiel González, y discurre hasta llegar a otra rotonda en la que se bifurca en la calle de José Zorrilla y la avenida del Obispo Quesada. Conocido en el pasado como «camino de las Charcas» y en ocasiones aún referido como «paseo Nuevo» desde que fuera reformado en 1874, honra con el título actual a Atanasio Oñate y Salinas (f. 1893), conde de Sepúlveda, que fue senador por la provincia de Segovia en numerosas ocasiones. El paseo aparece descrito en Las calles de Segovia (1918) de Mariano Sáez y Romero con las siguientes palabras:

Conde de Sepúlveda (Paseo del).—Parte del paseo de D. Ezequiel González a la Avenida de la Estación. Es conocido ordinariamente por Paseo Nuevo. Se construyó a iniciativas de la Sociedad Económica de Amigos del País de Segovia, a principios del pasado siglo y reformado en el año 1874, y de este arreglo viene el nombre de Nuevo. Antiguamente se denominaba Camino de las Charcas, por las que había en este sitio. Se descompone en los dos paseos, de D. Ezequiel González el más bajo y éste del Conde de Sepúlveda en lo alto, juntándose cerca de la alamedilla de Santo Tomás. D. Atanasio Oñate y Salinas, nació en Sepúlveda y por los servicios prestados a los Reyes, fué recompensado con los títulos de conde de Sepúlveda y vizconde de Nava de la Asunción. Senador varias veces por Segovia, condecorado con varias grandes cruces, inspector general de los Reales Palacios; su elevada posición, le permitió hacer mucho por Segovia y, efectivamente, en todas las ocasiones que a él se acudía, estaba dispuesto a poner toda su influencia al servicio de la provincia. Murió en Madrid en 18 de mayo de 1893 y está sepultado en Sepúlveda. Se honra la Ciudad con el título de este paseo. Es un hermoso paraje con tres calles pobladas de corpulentos y añosos árboles de enlazadas ramas que en los días estivales dan completa sombra, formando un túnel de verdura; es el paseo que desde el Salón se toma para ir a la estación del ferrocarril, y es muy frecuentado, sobre todo en las apacibles tardes de invierno. Dan a este sitio las casas de la calle del Mercado y es lástima que no esté todo él adornado con hoteles y jardines, que hermosearían la población y atraerían veraneantes.
(Sáez y Romero, 1918, pp. 44-45)

En el número 18 de la vía está situado desde 1963 el IES Andrés Laguna, instituto más antiguo de la provincia con sus orígenes en el Instituto Provincial de Segovia de 1841.